# شورای پیشگیری از بارداری آمریکا
شورای پیشگیری از بارداری آمریکا (با نام اختصاری:بی‌سی‌سی‌ای،BCCA) نام یک سازمان در کشور ایالات متحده آمریکا بود که با هدف وفق دادن و تطبیق فعالیت‌های دو سازمان پیشگیری از بارداری آمریکا و دفتر تحقیقات بالینی در سال ۱۹۳۷ تأسیس شد. هدف اصلی آن کاهش دادن تکرار و افزونگی و بهبود همکاری و گفتگو دربارهٔ آیندهٔ جنبش پیشگیری از بارداری ایالات متحده بود. این شورا در پی پرونده ای در سال ۱۹۳۶ با نام دولت ایالات متحده در برابر یک بسته پساری از ژاپن در دادگاه فدرال آمریکا تشکیل شد و به طور مؤثر موانع قانونی که توانایی پزشکان را از انتشار، جابه جایی و تجویز ابزارها و داروهای پیشگیری از بارداری محدود می‌کرد را از میان برداشت.
مارگارت سنگر رئیس این شورا بود و تحت ریاست او چندین کنفرانس در سال ۱۹۳۷ برگزار شد. موضوعاتی که در این شورا مطرح شد شامل پیوستگی و امکان ادغام دو نشریهٔ برث کنترل ریویو و برث کنترل نیوز بود. اعضای شورای پیشگیری از بارداری آمریکا در رسیدن به توافق بر سر این موضوع شکست خوردند. در سال ۱۹۳۷ سنگر از سمت خود در پست ریاست شورا به جهت نبود پیشرفت اثر بخشی کناره گیری کرد. این شورا در پایان سال ۱۹۳۷ به حیات خود پایان داد.